# Mykenischer Friedhof von Palea Epidavros

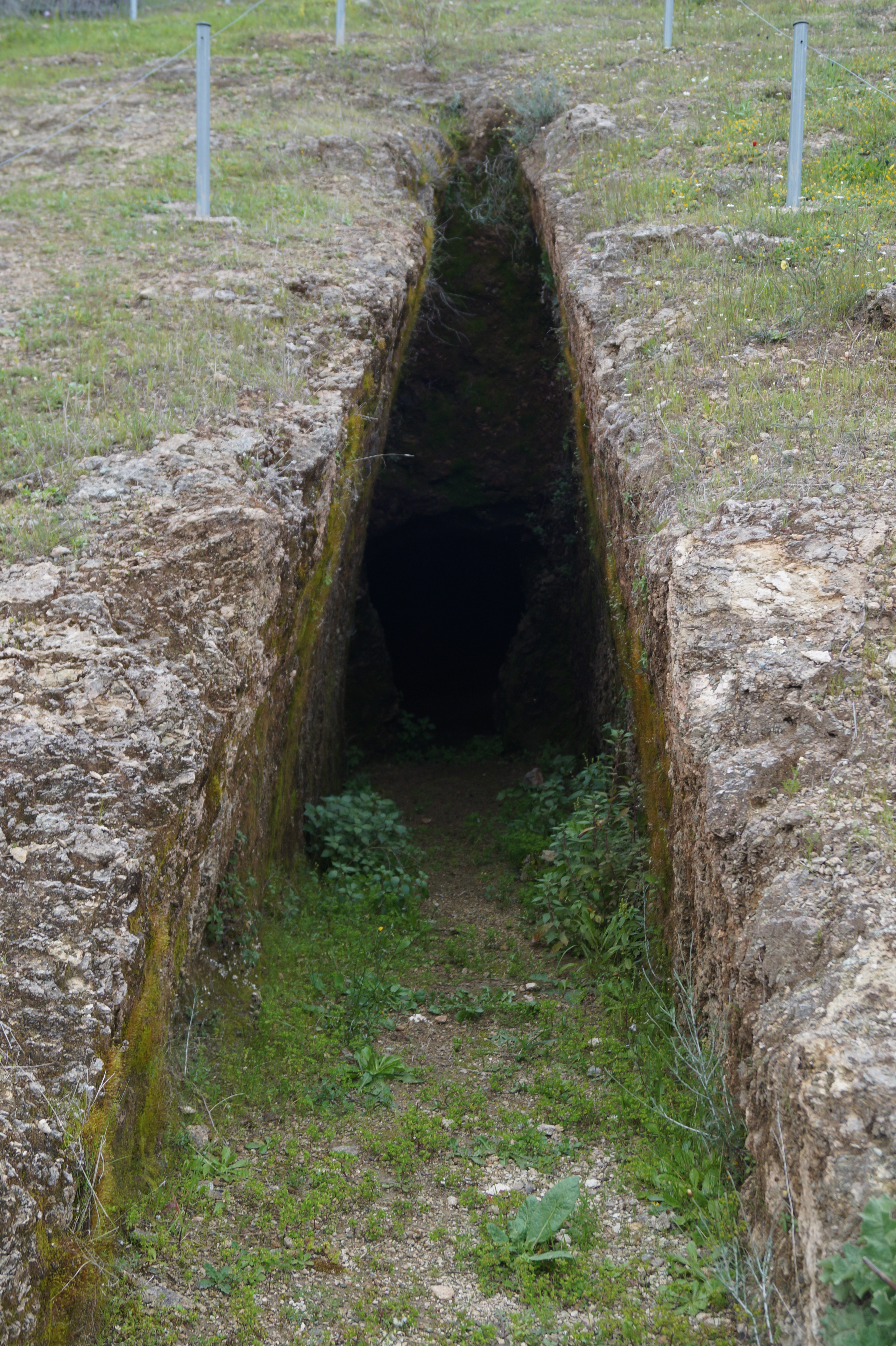
Dromos von Grab G

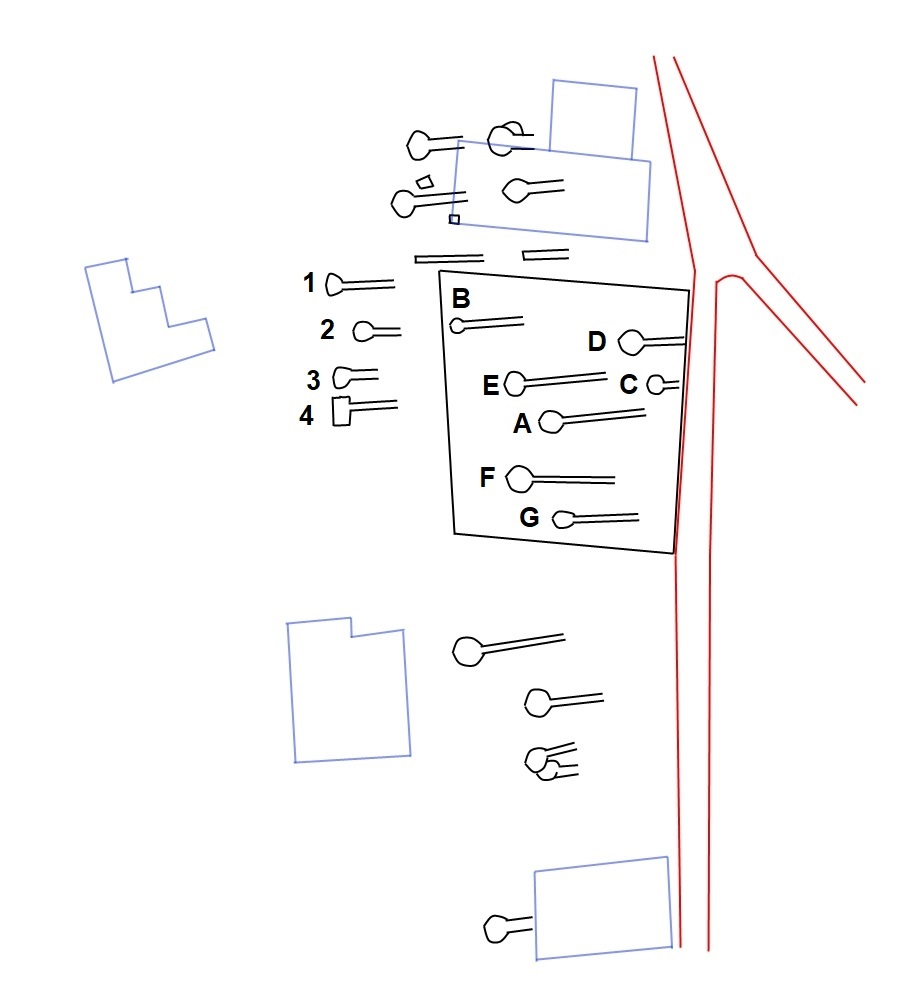
Plan des Mykenischen Friedhofs von Palea Epidavros

Der Mykenische Friedhof von Palea Epidavros (griechisch Μυκηναϊκό Νεκροταφείο Παλαιάς Επιδαύρου) liegt westlich der griechischen Stadt Palea Epidauros am östlichen Abhang des Hügels Katarachi. An der Stelle, die auch Nera genannt wird, wurden bisher über 30 mykenische Kammergräber entdeckt.

## Erforschung
Als der griechische Archäologe Valerios Stais 1887 von Palea Epidavros zum Asklepion von Epidauros reiste, entdeckte er am Ortsrand den Dromos eines Grabes. Er bemühte sich um eine Grabungsgenehmigung und konnte im August 1888 mit den Ausgrabungen beginnen. Hierbei erforschte er sieben Kammergräber. Eine Anmerkung von Stais zu mykenischen Tonidolen aus Kammergräbern in Epidauros deutet darauf hin, dass zwischen 1888 und 1895 weitere Gräber erforscht wurden. Es gibt jedoch keine Veröffentlichung der Ergebnisse. Außerdem stellte Vassilis L. Aravantinos fest, dass, als er die Funde der ersten Ausgrabung veröffentlichen wollte, nur 10 der 16 im Archäologisches Nationalmuseum eingelagerten Funde auffindbar waren und identifiziert werden konnten. Im Dezember 1973 wurde bei Bauarbeiten ein kleines Kammergrab zerstört. Hierbei wurden zwei kleine Tongefäße gefunden.
1978/9 wurden vier weitere Gräber entdeckt. Bei Bauarbeiten im Frühjahr 1981 wurden fünf Gräber freigelegt. Da man jedoch erst spät merkte, dass man auf mykenische Kammergräber gestoßen war, wurden diese stark beschädigt. In einer Notgrabung wurden die verbliebenen Reste durch die Archäologin Konstantina Kaza-Papageorgiou gesichert. Im folgenden Mai wurde das fünfte Grab im äußersten Südwesten von Katarachi durch die Archäologin Dina Kaza näher untersucht. 1994 wurden vier weitere Kammergräber und östlich des Friedhofs Gräber aus späterer Zeit erforscht.

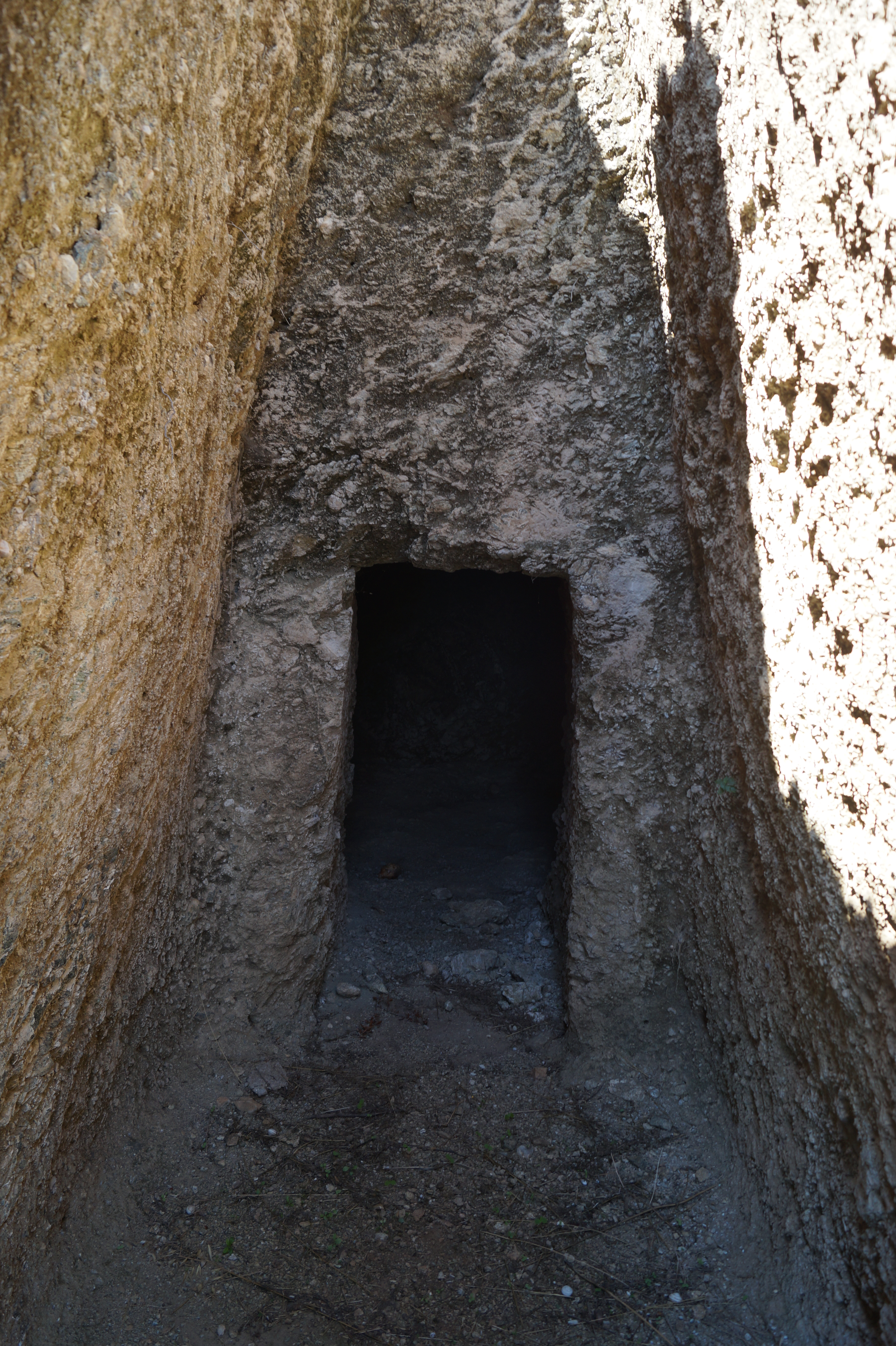
Stomion von Grab E

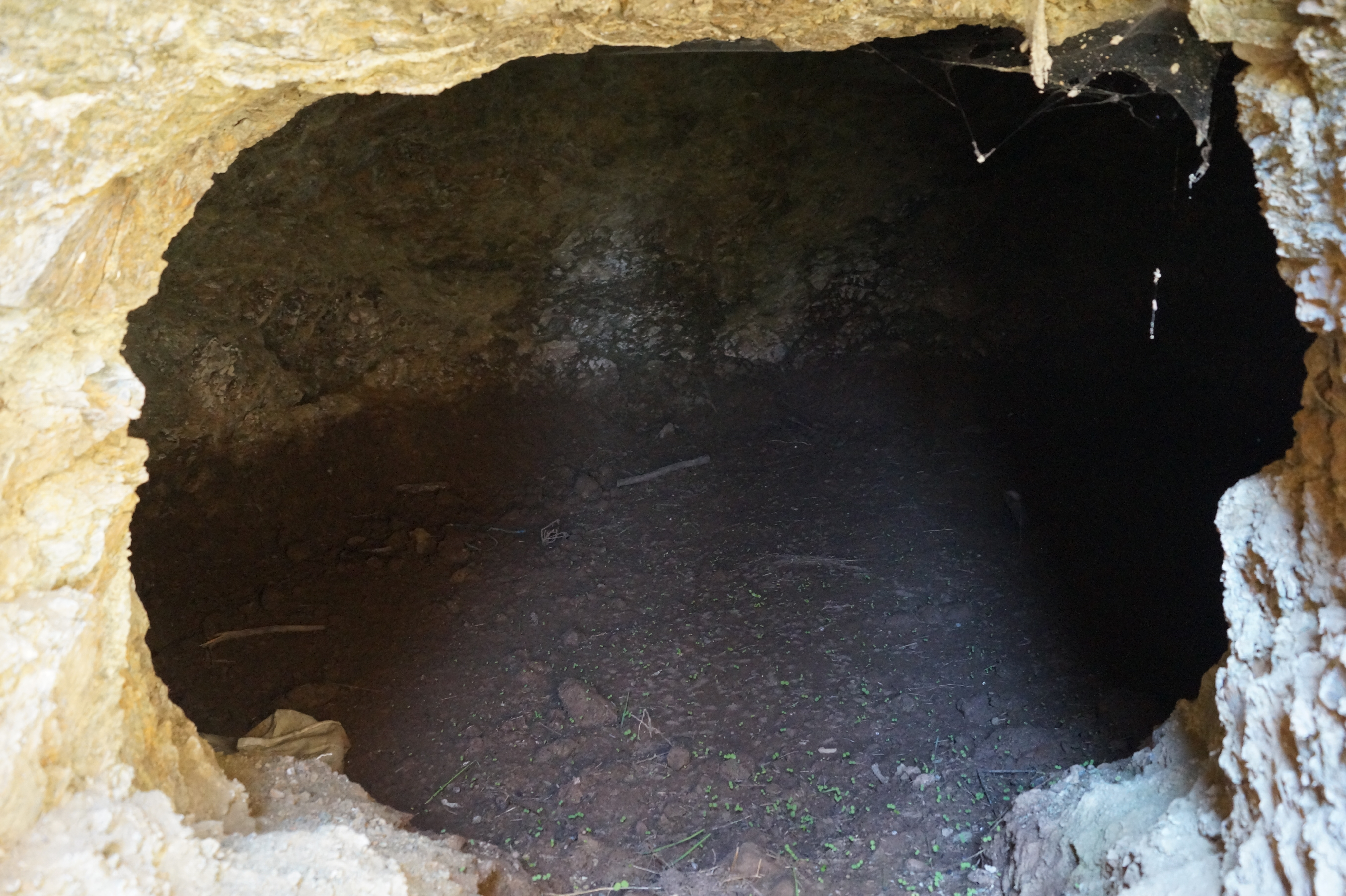
Kammer von Grab G

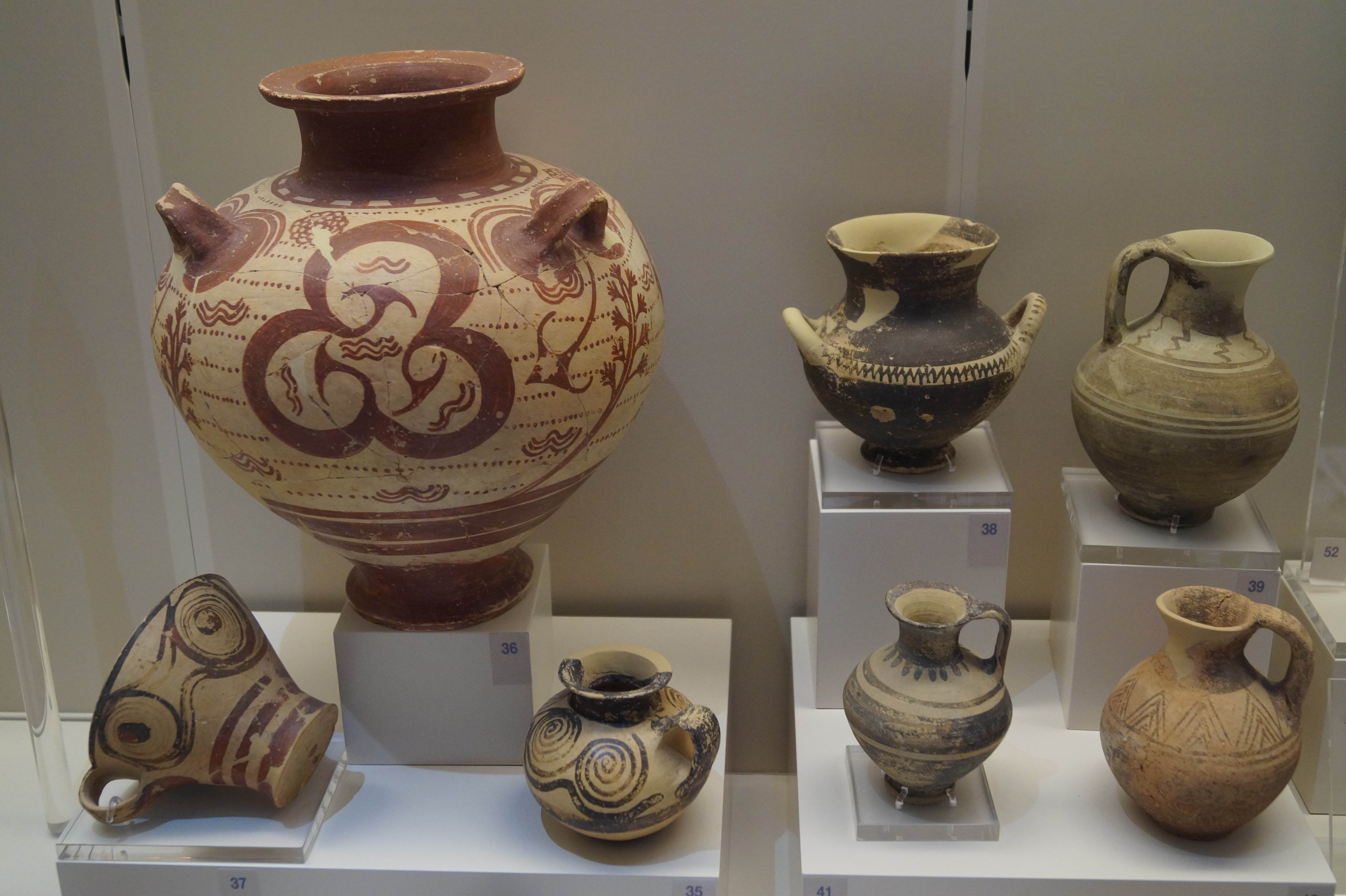
Funde aus den Gräbern 1–4

## Beschreibung
Auf dem eingezäunten Gelände an der Odos Ippokratous befinden sich die sieben Kammergräber (Gräber A–G), die Valerios Stais 1888 freilegte. Sie sind wie alle anderen bisher hier entdeckten mykenischen Gräber von Osten in den Hang, der nach Westen ansteigt, in den anstehenden Fels gehauen. Da sich die Gräber sehr ähnlich waren, beschrieb Stais nur ein Grab im Detail. Vermutlich war dies Grab G. Der Dromos war 6 m lang und am Boden 1,20 m breit. Die Seitenwände waren leicht nach innen geneigt und der Dromos war zum Grabeingang absteigend, so dass die Seitenwände mit zunehmender Tiefe zusammenstrebten und direkt vor der 1,50 m hohen Grabfassade nur noch 0,25 m bis 0,50 m Abstand hatten. Der Eingang war mit einer 2 m dicken Trockenmauer zugemauert, dies zeigte, dass das Grab nicht ausgeplündert war. Hinter der Tür (Stomion) lag eine Grabkammer (Thalamos) von ungefähr kreisförmigem Grundriss von 4 m Durchmesser mit einer Höhe von 2 m an der höchsten Stelle. Im Grab fanden sich neben Tonscherben vier Skelette mit dem Kopf nach Osten beigesetzt. Rechts neben den Schädeln lag jeweils ein kleines Gefäß und bei einem eine bronzene Speerspitze. Parallel zu diesem fand er vier ähnliche Gräber, die jedoch etwas kleiner und weniger sorgfältig angelegt waren. Der Dromos dieser Gräber war mindestens 5 m lang. Alle bis auf eins waren ebenfalls noch mit der ursprünglichen Verschlussmauer versehen. Viele Knochen und Tonscherben fanden sich an der Rückwand der Grabkammern. Die Tonscherben konnten zu vollständigen Gefäßen zusammengesetzt werden. Stais kam zu dem Schluss, dass die Gräber über mehrere Generationen genutzt wurden. Vor der erneuten Beisetzung wurden die Tongefäße des vorherigen Begräbnisses zerschlagen und alle Überreste und Knochen an die Rückwand geräumt um Platz für den neuen Leichnam zu schaffen.
Stais fand auch noch zwei kleinere Kammergräber. Eines enthielt nur einen Skelett in hockender Position. Den Schädel fand er zwischen den Unterschenkelknochen. Anhand der Beigaben, einer bronzene Spange und zweier Spinnwirtel, vermutete er, dass hier eine Frau beigesetzt worden war. Die Funde aus den Gräbern stammen aus der Zeit vom Ende des Späthelladikum III A2 bis SH III C (1340–1050 v. Chr.)
Oberhalb etwa 5 m westlich des eingezäunten Geländes befinden sich die vier Kammergräber, die 1994 entdeckt wurden. Sie sind genauso ausgerichtet wie die zuvor beschriebenen. Das nördlichste Grab 1 hat einen 4,90 m langen Dromos, der nur leicht absteigend ist. Die Breite in Bodenhöhe vergrößert sich von 0,85 m auf 1 m, während sich die nach innen geneigten Seitenwände von 0,85 m auf 0,40 m annähern. Die Grabfassade ist 2,40 m hoch und es gibt einen Eingang von 1 m Höhe, 0,50 m Breite und 0,90 m Tiefe. Dieser war bei der Ausgrabung noch mit Steinen verschlossen. Die Grabkammer hat eine unregelmäßige Form von 1,10 m auf 1,25 m. Ein Skelett fand man direkt am Eingang liegend, ein anderes lag dahinter. Drei weitere Bestattungen und Gefäße hatte man an die südliche Seitenwand geräumt. Als Grabbeigaben fanden sich eine konische und vier gedrückte Bügelkannen, zwei zylindrische und zwei kugelige Alabastra, vier Steatitknöpfe und ein Steatitsiegel. Anhand der Keramik kann das Grab in die SH III B datiert werden.
4,50 m südlich von Grab 1 befindet sich Grab 2. Der Dromos ist 3,20 m lang und erweitert sich zum Grab hin von 1,20 m auf 1,50 m. Der Dromos verläuft fast waagerecht, nach einem Meter geht jedoch eine Stufe um 0,55 m nach unten. Der Eingang ist 1 m hoch, 0,55 m breit und 0,30 m tief. Die Decke der 2,40 × 2,50 m großen, rechteckigen Kammer ist eingestürzt. An der Südwand fand man die Knochen von 3–4 Toten und zahlreiche Tonscherben. Etwa in der Mitte der Kammer gibt es eine Grabgrube von 0,90 × 0,50 × 0,30 m. In ihr fand man ein Skelett, Muscheln, Glasperlen, Tonknöpfe, einen Bronzedolch und drei bronzene Nägel. Man fand die Scherben von 32 Tongefäßen aus SH II–III A. Hierunter fanden sich auch eine Amphore und ein Krug von den Kykladen.
Südlich in einer Entfernung von 2,80 m von Grab 2 liegt Grab 3. Der Dromos beginnt im Osten mit einer 0,40 m hohen Stufe, ist 2,40 m lang und 1,10 m breit. Der Eingang ist 0,90 m hoch, 0,70 m breit und 0,40 m tief. Die 2,80 × 2,50 m große, rechteckige Grabkammer ist ebenfalls eingestürzt. An der Nordwand fand man zwei zur Seite geräumte Skelette und an der Südwand drei mit den dazugehörigen Tongefäßen. In der Mitte gibt es eine Grube von 1,20 × 0,60 × 0,60 m, die mit Kalksteinplatten abgedeckt war. In der Grube fand man neben einem Leichnam drei Tongefäße, eine bronzene Speerspitze, einen Tonknopf, Muscheln, blaue, weiße und dunkelblaue Glasperlen und Glasplättchen. Außer diesen Funden, die in die SH II–III A datieren, fand man auch eine glasierte Fliese aus byzantinischer Zeit.
Das südlichste Grab 4 ist von Grab 3 3,60 m entfernt. Es hat einen deutlich geneigten, 5,80 m langen Dromos. Die Breite in Bodenhöhe verbreitert sich von 0,90 m auf 1,10 m, während sich die nach innen geneigten Seitenwände von 0,90 m auf 0,40 m annähern. Der Eingang misst 1,20 × 0,55 × 0,95 m und die Fassade ist 2,90 m hoch. Die rechteckige Kammer ist 3 m breit und 2 m tief und ist teilweise eingestürzt. An der Nordwand fand man die Überreste von zwei Begräbnissen inklusive Keramik. Im Süden fand man auch Knochen, jedoch ohne Grabbeigaben. Im Westen fand man zwei Schädel, zwei Alabastra, fünf Steatitknöpfe und Muscheln. Das Grab wurde von SH III A bis SH III B1 verwendet.